# Leonid Ioakimovič Kannegiser
Leonid Ioakimovič Kannegiser (in russo Леонид Иоакимович Каннегисер?; Mykolaïv, 27 marzo 1896, 15 marzo del calendario giuliano – Pietrogrado, ottobre 1918) è stato un militare russo, noto soprattutto per essere stato l'assassino del capo della polizia politica sovietica Moisej Solomonovič Urickij.

## Biografia
Nato in una famiglia benestante di  origine ebraica  di Mykolaïv, dopo il diploma conseguito nel 1913 iniziò gli studi economici all'Università di San Pietroburgo. Amico personale di Sergej Aleksandrovič Esenin, scrisse poesie fortemente influenzate dall'opera di Michail Alekseevič Kuzmin.
Entrato nell'esercito come cadetto, dopo lo scoppio della rivoluzione d'ottobre difese la sede del governo di transizione. Quando agenti della Čeka uccisero un suo amico e commilitone, decise di vendicarsi uccidendo a sua volta il capo della polizia politica sovietica, Moisej Solomonovič Urickij, a cui sparò sulla porta del suo ufficio il 30 agosto 1918 a Pietrogrado.
Datosi alla fuga dopo l'omicidio, prima in bicicletta e poi a cavallo, fu arrestato lo stesso giorno e giustiziato qualche tempo dopo. Dopo l'arresto, le autorità bolsceviche arrestarono vari suoi familiari ed amici. I suoi genitori riuscirono invece a fuggire dalla Russia e a rifugiarsi a Varsavia.
L'omicidio di Urickij, assieme con il contemporaneo attentato a Lenin da parte di Fanny Kaplan, scatenò la reazione bolscevica nota con il nome di "terrore rosso".